# PEN/Faulkner Award
PEN/Faulkner Award for Fiction – nagroda literacka przyznawana przez PEN/Faulkner Foundation autorowi najlepszej amerykańskiej prozatorskiej książki (powieść, zbiór opowiadań) opublikowanej w danym roku kalendarzowym.
Nagrodę pierwszy raz przyznano w 1981. Zwycięzca otrzymuje 15000 dolarów, każdy z czterech finalistów po 5000. Patronuje jej William Faulkner, pisarz amerykański, noblista z 1949.

## Laureaci
- 2023 – Yiyun Li, The Book of Goose[1]
- 2022 – Rabih Alameddine(inne języki), The Wrong End of the Telescope
- 2021 – Deesha Philyaw(inne języki), The Secret Lives of Church Ladies
- 2020 – Chloe Aridjis(inne języki), Sea Monsters
- 2019 – Azareen Van der Vliet Oloomi(inne języki), Call Me Zebra[2]
- 2018 – Joan Silber(inne języki), Improvement
- 2017 – Imbolo Mbue(inne języki), Behold the Dreamers
- 2016 – James Hannaham(inne języki), Delicious Foods
- 2015 – Atticus Lish, Następne życie (ang. Preparation for the Next Life)
- 2014 – Karen Joy Fowler, Nie posiadamy się ze szczęścia (ang. We Are All Completely Beside Ourselves)
- 2013 – Benjamin Alire Sáenz, Everything Begins and Ends at the Kentucky Club
- 2012 – Julie Otsuka(inne języki), The Buddha in the Attic
- 2011 – Deborah Eisenberg(inne języki), The Collected Stories of Deborah Eisenberg
- 2010 – Sherman Alexie(inne języki), War Dances
- 2009 – Joseph O'Neill(inne języki), Netherland
- 2008 – Kate Christensen(inne języki), The Great Man
- 2007 – Philip Roth, Everyman (ang. Everyman, w przekładzie pozostawiono tytuł oryginalny)
- 2006 – E.L. Doctorow, Marsz (ang. The March)
- 2005 – Ha Jin(inne języki), War Trash
- 2004 – John Updike, The Early Stories
- 2003 – Sabina Murray(inne języki), The Caprices
- 2002 – Ann Patchett, Belcanto (ang. Bel Canto)
- 2001 – Philip Roth, Ludzka skaza (ang. The Human Stain)
- 2000 – Ha Jin(inne języki), Oczekiwanie (ang. Waiting)
- 1999 – Michael Cunningham, Godziny (ang. The Hours)
- 1998 – Rafi Zabor(inne języki), The Bear Comes Home
- 1997 – Gina Berriault(inne języki), Women in Their Beds
- 1996 – Richard Ford, Independence Day
- 1995 – David Guterson, Cedry pod śniegiem (Snow Falling on Cedars)
- 1994 – Philip Roth, Operacja Shylock (ang. Operation Shylock)
- 1993 – E. Annie Proulx, Pocztówki (ang. Postcards)
- 1992 – Don DeLillo, Mao II (ang. Mao II, tytuł przekładu jest identyczny jak tytuł oryginału)
- 1991 – John Edgar Wideman(inne języki), Philadelphia Fire
- 1990 – E.L. Doctorow, Billy Bathgate (ang. Billy Bathgate, w przekładzie pozostawiono tytuł oryginalny)
- 1989 – James Salter, Dusk
- 1988 – T. Coraghessan Boyle, World's End
- 1987 – Richard Wiley(inne języki), Soldiers in Hiding
- 1986 – Peter Matthew Hillsman Taylor(inne języki), The Old Forest
- 1985 – Tobias Wolff, The Barracks Thief
- 1984 – John Edgar Wideman(inne języki), Sent for You Yesterday
- 1983 – Toby Olson(inne języki), Seaview
- 1982 – David Bradley(inne języki), The Chaneysville Incident
- 1981 – Walter Abish, Jakie to niemieckie (ang. How German Is It)